# Crissey, Saône-et-Loire
Crissey este o comună în departamentul Saône-et-Loire, Franța. În 2009 avea o populație de 2.425 de locuitori.

## Evoluția populației
| An        | 1975  | 1982  | 1990  | 1999  | 2006  | 2009  |
| --------- | ----- | ----- | ----- | ----- | ----- | ----- |
| Populație | 1.068 | 1.283 | 1.514 | 1.840 | 2.254 | 2.425 |